# 美唄ブラックダイヤモンズ
美唄ブラックダイヤモンズ（びばいブラックダイヤモンズ、英語: Bibai Black Diamonds）は、日本のプロ野球球団。北海道美唄市を拠点に独立リーグの北海道フロンティアリーグ (HFL)に所属する。
2020年に北海道ベースボールリーグ (HBL)の創設とともにリーグ戦に参加したオリジナル球団だったが、2021年シーズン終了後に石狩レッドフェニックス、士別サムライブレイズとともにリーグを脱退し、2022年からは北海道フロンティアリーグに参加している。

## 概要
チーム名は、かつての美唄市の主要産業である炭鉱から産出した石炭の異名「黒いダイヤモンド」に、「自己研鑽を重ね光り輝く」という選手の成長を重ねる意味が込められている。また、ロゴマークは市内の宮島沼に飛来するマガンをモチーフとしたデザインである。
北海道ベースボールリーグを企画した出合祐太からのコンタクトに応じて、自治体や経済界が動く形で設立された。創設時の球団社長は、地元企業であるダイワ工業社長の荘司光哉が就任した。廃校となった美唄市立茶志内小学校の跡地を「茶志内ボールパーク」として球団拠点とし、練習場や寮（元の教員寮）に利用している。リーグの方針で選手は基本的に就労しており、2020年当時は市内の複数の業種（建設業やガソリンスタンド、農家など）で働いていた。「茶志内ボールパーク」については、球団関係者以外も使用できるスポーツ施設とする構想が2025年に報じられ、球団ではそのために寄付を募るとしている。

### 開催球場
HBL時代初年度の2020年は東明公園の美唄市営野球場、砂川市営野球場の2球場での開催試合が「ホームゲーム」と位置づけられた。
2021年は全試合を美唄市営野球場で実施。HFLに所属が変更となった2022年から2024年までも同様である。2025年は初年度以来となる砂川市営で2試合のほか、石狩と同日の変則ダブルヘッダーの形式でオホーツク紋別球場と札幌市円山球場でも各2試合を実施する（美唄では24試合を実施）

## 歴史

### 北海道ベースボールリーグ時代
2020年まで
- 2019年4月25日 - 北海道ベースボールリーグの設立会見が開かれ、美唄市への球団設置が発表される[11]。
- 2019年11月13日 - 球団名が「美唄ブラックダイヤモンズ」に決定と発表[12]。
- 2020年5月30日 - 初年度のリーグ戦が開幕し、美唄市営球場にて無観客でレラハンクス富良野BCと対戦（4 - 9で敗戦）[13]。
- 2020年9月17日 - 初年度のレギュラーシーズンが終了、37勝21敗3分で1位となる[14]。
- 2020年9月26日 - 富良野との「HBLチャンピオンシップ」を3戦全勝で制し、リーグの初代優勝チームとなる。

2021年
- 2月15日 - 北海道庁から特定非営利活動法人の認証を受ける[15]。
- 5月1日 - 2021年シーズンが開幕[16]
- 8月29日 - 新型コロナウイルス感染症の感染状況悪化によりリーグ戦が打ち切りとなり、2位で終了する[17]。
- 9月15日 - クライマックスシリーズで3位の士別に勝利して勝ち抜け[18]。
- 9月18日 - 「HBLチャンピオンシップ」で、石狩に0勝2敗で敗退[19][20]。
- 10月6日 - 9月30日付で北海道ベースボールリーグ（HBL）を脱退していたことが公表される[21]。同日、石狩・士別と新リーグを結成することを発表[22]。

### 北海道フロンティアリーグ時代
2021年
- 11月5日 - 新リーグ設立会見が開かれ、「北海道フロンティアリーグ」のリーグ名が発表される[23]。

2022年
- 1月31日 - 球団初の監督として、元北照高等学校野球部監督の河上敬也が就任することを発表[24]。
- 2月28日 - リーグが日本独立リーグ野球機構（IPBL）に加盟したことに伴い、機構の賛助会員となる[25]。
- 9月21日 - 2022年シーズンを終了。3位の成績に終わり[26]、リーグチャンピオンシップには進めなかった。
- 12月21日- 河上敬也が契約満了により、美唄ブラックダイヤモンズの監督を退任[27]。

2023年
- 1月20日 - 元北海道日本ハムファイターズ選手の岩本勉がスペシャルアンバサダー兼テクニカルアドバイザーに就任したことを発表[28]。
- 2月20日 - 監督として元北海道日本ハムファイターズ選手の金子洋平の就任を発表[29]。
- 9月15日 - 当年度のリーグ戦を終了。前年に続いて3位に終わる[30]。これに先立ち、9月10日のホーム最終戦後に監督の金子の留任が発表された[31]。

2024年
- 4月1日 - 球団代表補佐としてベースボール・チャレンジ・リーグ前代表の村山哲二の就任と、山本風太の総合コーチ着任を、それぞれ発表[32][33]。
- 9月4日 - シーズン2位が確定し、北海道フロンティアリーグ加入後初のチャンピオンシップ出場が決定した[34]。
- 9月21日 - 石狩とのリーグチャンピオンシップに敗退[35]。

2025年
- 1月21日 - 監督の金子と契約を更新したと発表[36]。
- 2月 - 所属する選手権通訳の米村ダニエル（日系ブラジル人4世）が、2026 ワールド・ベースボール・クラシックのブラジル代表に内定したと報じられる[37]。

## 成績

### 北海道ベースボールリーグ

#### リーグ戦
| 年度 | 監督     | 順位 | 試合 | 勝利 | 敗戦 | 引分 | 勝率 | ゲーム差 |
| ---- | -------- | ---- | ---- | ---- | ---- | ---- | ---- | -------- |
| 2020 | （なし） | 1    | 61   | 37   | 21   | 3    | .638 | -        |
| 2021 | （なし） | 2    | 36   | 19   | 13   | 4    | .594 | 9.0      |

#### ポストシーズン
2020年
HBLチャンピオンシップ：優勝（3勝0敗、対戦は富良野）
2021年
クライマックスシリーズ：勝ち抜き（対戦は士別）
HBLチャンピオンシップ：0勝2敗（対戦は石狩）

### 北海道フロンティアリーグ

#### リーグ戦
| 年度 | 監督     | 順位 | 試合 | 勝利 | 敗戦 | 引分 | 勝率 | ゲーム差 |
| ---- | -------- | ---- | ---- | ---- | ---- | ---- | ---- | -------- |
| 2022 | 河上敬也 | 3    | 46   | 19   | 25   | 2    | .432 | 7.5      |
| 2023 | 金子洋平 | 3    | 46   | 13   | 32   | 1    | .289 | 16.5     |
| 2024 | 金子洋平 | 2    | 52   | 20   | 30   | 2    | .400 | 19.5     |

#### リーグチャンピオンシップ
- 2024年 - 0勝3敗（対戦は石狩。1敗は石狩のリーグ戦1位によるアドバンテージ）

## 球団歌
応援歌として『MY HEROES』が制作されている。

## マスコットキャラクター
「ラジェット」という名称のキャラクターが制定されている。

## 応援団
私設応援団「美唄真雁（びばいまがん）」が存在する。